# Saint-Pierre-du-Mont (Nièvre)
Saint-Pierre-du-Mont ist eine französische Gemeinde mit 163 Einwohnern (Stand 1. Januar 2022) im Département Nièvre in der Region Bourgogne-Franche-Comté (vor 2016 Bourgogne). Sie gehört zum Arrondissement Clamecy und zum Kanton Clamecy (bis 2015 Varzy). Die Einwohner werden San-Pétri-Montins genannt.

## Geographie
Saint-Pierre-du-Mont liegt etwa 48 Kilometer südsüdwestlich von Auxerre. Nachbargemeinden von Saint-Pierre-du-Mont sind Breugnon im Norden, Ouagne im Osten, Cuncy-lès-Varzy und Villiers-le-Sec im Süden, Varzy im Südwesten, Courcelles im Westen sowie Corvol-l’Orgueilleux im Nordwesten.
Durch die Gemeinde führt die Route nationale 151.

## Bevölkerungsentwicklung
| Jahr                       | 1962 | 1968 | 1975 | 1982 | 1990 | 1999 | 2006 | 2011 | 2016 |
| Einwohner                  | 199  | 205  | 183  | 154  | 166  | 165  | 183  | 209  | 201  |
| Quellen: Cassini und INSEE |      |      |      |      |      |      |      |      |      |

## Sehenswürdigkeiten
- Kirche Saint-Pierre-aux-Liens
- Schloss Saint-Pierre-du-Mont